# Pojedynek Aniołów
Pojedynek Aniołów (jap. アタッカーYOU! Atakkā yū; Attacker YOU!) – shōjo-manga autorstwa Jun Makimury i Shizuo Koizumi. Została wydana przez wydawnictwo Kōdansha w 1984 roku.
Na podstawie mangi powstała 58-odcinkowa adaptacja anime, która emitowana była od 13 kwietnia 1984 do 21 czerwca 1985 na antenie TV Tokyo. W Polsce serial emitowany był w latach 90. na antenie Polonii 1. Wersja na DVD ukazała się w Japonii 20 sierpnia 2004 roku.
Pojedynek Aniołów osiągnął wielką popularność we Francji (Jeanne et Serge) i Włoszech (Mila e Shiro, due cuori nella pallavolo) jak również w Hiszpanii (Juana y Sergio lub Dos fueras de serie). Anime było wielokrotnie emitowane we Włoszech, jak również ukazała się tam manga. Dubbing włoski i francuski stały się powszechnie rozpoznawalne i popularne, wielu młodych widzów zaczęło masowo interesować się piłką siatkową w swoich szkołach.

## Opis fabuły
Seria przedstawia historię młodej, ambitnej uczennicy szkoły średniej You Hazuki (również znana jako "Mila", "Jeanne" albo "Juana" w zachodnich wersjach dubbingu), której marzeniem jest zostanie reprezentantką Japonii w piłce siatkowej kobiet na Igrzyskach olimpijskich w Seulu. Przeprowadziła się do Tokio ze wsi, aby mieszkać ze swoim ojcem, który jest fotografem. Matka You Hazuki opuściła rodzinę gdy ta była jeszcze mała. Przez to nie ma jej na zdjęciach rodzinnych. You Hazuki ma również młodszego brata imieniem Sunny, który jest bardzo do starszej siostry przywiązany i nie opuszcza żadnego z jej późniejszych meczów. Ojciec You nie wspiera swojej córki w siatkówce, wręcz przeciwnie, uważa, że sport zrujnuje jej życie.
Pasją You Hazuki jest siatkówka. Z tego powodu dołącza do szkolnej drużyny i szybko staje się jedną z najlepszych zawodniczek. Jej trenerem jest Daimon – brutalny i okrutny mężczyzna, który znęca się nad dziewczynami, gdy te popełnią jakiś błąd.
You Hazuki zaprzyjaźnia się z Kibi, szkolną koleżanką jak również z Nami Hayase, która była wcześniej jej wrogiem. Nami Hayase jest dziewczyną skupioną wyłącznie na siatkówce, jest zimna, niemiła i bardzo ambitna. You i Nami łączy również spór o przystojnego kapitana drużyny chłopców, Sho Takiki. You Hazuki wkłada w swoją grę całe serce, a także wszystkie siły, aby zwrócić na siebie uwagę Sho. Kapitan męskiego zespołu odpłaca się You indywidualnymi treningami pod jego ścisłym okiem.
You Hazuki i Nami Hayase poznają również słynną, młodą siatkarkę Eri Takigawa, która gra w drużynie przeciwnej o nazwie "Sunlight Players". Z biegiem wydarzeń You i Eri zostają przyjęte do tej samej drużyny, ale już na szczeblu profesjonalnym.

## Zachodnie wersje
W zachodnich wersjach widać wiele zmian chociażby w imionach. You Hazuki to Jeanne Hazuki lub Mila, Nami Hayase to Peggy Hayaze, Sho to Shiro lub Serge, a Eri Takigawa zostaje zmieniona na Marie Takigawa. Jednak nie tylko pod tym względem wersje anime są sobie różne. We włoskiej wersji zostają usunięte sceny ukazujące przemoc trenera Daimona względem swoich zawodniczek, a także kobiece piersi. Scen tych nie można zobaczyć również w wersji francuskiej, jednak w hiszpańskiej zostają one wznowione.

## Wersja polska
W Polsce serial emitowany był w latach 90. na kanale Polonia 1 w japońskiej wersji językowej z polskim lektorem, którym był Jacek Brzostyński. 

## Wersja japońska

### Obsada (głosy)
- Yūko Kobayashi jako You Hazuki
- Naoko Matsui jako Nami Hayase
- Kazuyuki Sogabe jako Shingo Mitamura
- Michihiro Ikemizu jako Toshihiko Hazuki
- Yumi Takada jako Eri Takigawa
- Runa Akiyama jako Sunny